# Michael J. Smith
 (septembre 2022).
Pour les articles homonymes, voir Michael Smith (homonymie) et Smith.
Michael John Smith dit Mike Smith est un astronaute américain né le 30 avril 1945 et mort le 28 janvier 1986 lors de l'accident de la navette spatiale Challenger.

## Biographie
Michael J. Smith est inhumé au cimetière national d'Arlington.

## Vols réalisés
Le vol STS-51-L sur Challenger était son premier vol.